# Claudio Fernando de Aguiar
Claudio Fernando de Aguiar (Guarujá, 21 de agosto de 1980) é um professor, empresário e administrador, com 20 anos de experiência em políticas públicas. É pós-graduado em economia, atualmente doutorando pela Universidade de Ribeirão Preto.

## Carreira
Nos últimos 10 anos atuou no setor de comunicações como CEO do Grupo ISTV, sigla de Ilha do Sol TV, é uma emissora de televisão brasileira sediada em Guarujá, no estado de São Paulo. De cunho educativo, pertence à Sistema On de Comunicações Ltda. Também foi fundador do Movimento Amor no Prato.
Claudio é reconhecido por sua defesa contra os juros abusivos, recebendo o prêmio de embaixador da ONU.
Já concorreu ao cargo de Governador do Estado de SP em 2018, e foi suplente de Deputado Estadual, conquistando 11.301 votos nas eleições de 2022. Sua atuação como Secretário de Portos e Aeroportos de Guarujá em 2013 resultou na implantação do Banco do Povo local  e do Via Rápida Empresas. Foi  candidato a prefeito de Guarujá em 2024.